# Xã Bristol, Quận Greene, Iowa
Xã Bristol (tiếng Anh: Bristol Township) là một xã thuộc quận Greene, tiểu bang Iowa, Hoa Kỳ. Năm 2010, dân số của xã này là 192 người.